# Слепче (община Демир Хисар)
 Тази статия е за демихисарското село.  За кичевското вижте Слепче (община Долнени).  
Слепче (изписване до 1945 година: Слѣпче; на македонска литературна норма: Слепче) е село в община Демир Хисар, Северна Македония.

## География
Селото е разположено в източните склонове на Илиница, на 3,3 km северно от общинския център Демир Хисар. Землището на Слепче е 24,5 km2, от които горите заемат площ от 1737 ha или по-голямата част от землището, обработваемите площи заемат 365 ha, а пасищата 367 ha.
Селото има Основно училиште „Гоце Делчев“ до V отделение, филиално училище на ОУ „Гоце Делчев“ – Демир Хисар.

## История
Над селото, в източна посока, се намира един от някогашните големи български просветни и духовни центрове – Слепченският манастир „Свети Йоан Предтеча“. Част от манастирския комплекс е и „Свети Йоан Богослов“, която е от XVII век. Църквата „Свети Никола“ е от 1864 година. Край селото е и манастирът „Света Богородица“ на мястото на бившето село Добромирово.
В XIX век Слепче е изцяло българско село в Битолска кааза, нахия Демир Хисар на Османската империя. В „Етнография на вилаетите Адрианопол, Монастир и Салоника“, издадена в Константинопол в 1878 година и отразяваща статистиката на населението от 1873 година, Слепче е посочено като село в каза Прилеп с 38 домакинства и 200 жители българи.
Според данни на Васил Кънчов от 90-те години на XIX век поминък на жителите на Слепча е градинарската работа в Цариград. В „Македония. Етнография и статистика“ от 1900 година Кънчов отбелязва Слѣпче като село с 570 жители, всички българи християни.
На Етнографската карта на Битолския вилает на Картографския институт в София от 1901 година Слепче е чисто българско село в Битолската каза на Битолския санджак със 100 къщи.
Цялото население на селото е под върховенството на Българската екзархия. По данни на секретаря на екзархията Димитър Мишев („La Macédoine et sa Population Chrétienne“) в 1905 година в Слепче има 800 българи екзархисти и работи българско училище.
При избухването на Балканската война в 1912 година 3 души от селото са доброволци в Македоно-одринското опълчение.
Село Слепче, както много други села в Демирхисарско, пострадва силно от имиграцията в посока Америка и България. Особено големи изселнически вълни от Демирхисарско има след потушаването на Илинденско-Преображенското въстание, тъй като в района се разиграват най-драматичните сражения между четите на ВМОРО и османските войски.
През 1961 година Слепче има 1099 жители, които през 1994 намаляват на 791, а според преброяването от 2002 година селото има 719 жители, от които 718 се самоопределят като македонци и един като сърбин.
| Националност | Всичко |
| македонци    | 718    |
| албанци      | 0      |
| турци        | 0      |
| роми         | 0      |
| власи        | 0      |
| сърби        | 1      |
| бошняци      | 0      |
| други        | 0      |

## Личности
Родени в Слепче
- Алексо Йошев Трайчев, български революционер от ВМОРО[11]
- Ангеле Янкулев Карев, български революционер от ВМОРО[12]
- Константин Христов Нейчов, македоно-одрински опълченец, 4 рота на 4 битолска дружина.[13] Носител на орден „За храброст“ IV степен от Първата световна война.[14]
- Кръсте Цветков Кузманов, български революционер от ВМОРО[12]
- Никола Богойов Карев, български революционер от ВМОРО[12]
- Пере Тасев Симонов, български революционер от ВМОРО[11]
- Силян Стефанов Налов, български революционер от ВМОРО[15]
- Славко Кръстевски (р. 1939), северномакедонски писател
- Спиро Петров Мицков, български революционер от ВМОРО[15]
- Стоян Блажев Христев, български революционер от ВМОРО[16]
- Стоян Нечов Налов, български революционер от ВМОРО[15]
- Стоян Петрев Башев, български революционер от ВМОРО[17]
- Стоян Силянов Мияйлев, български революционер от ВМОРО[15]
- Тасе Христов Налов, български революционер от ВМОРО[15]
- Христе Котев Балулов, български революционер от ВМОРО[17]
- Христе Стефанов Теков, български революционер от ВМОРО[11]